# Nowy Zamek w Grodnie
Nowy Zamek w Grodnie – pałac królewski, zbudowany w Grodnie w latach 1737–1742, za czasów panowania Augusta III Sasa według projektu Carla Friedricha Pöppelmanna. Prace na zamku prowadzili też Johann Friedrich Knöbel, Joachim Daniel Jauch, a po 1789 roku Giuseppe de Sacco. Pałac pełnił funkcję rezydencji królewskiej oraz miejsca odbywania Sejmów generalnych w okresie I Rzeczypospolitej.

## Historia
Na skutek zniszczenia Zamku Starego podczas III wojny północnej i osunięcia się części jego zabudowań do Niemna, podjęto decyzję o budowie nowego zespołu gmachów na sąsiednim wzgórzu, dawniej zajmowanego w średniowieczu przez nieistniejący już wtedy zamek dolny. Po wykonaniu projektu przez Carla Friedricha Pöppelmanna, w 1737 roku przystąpiono do prac budowlanych, w wyniku których wzniesiono kompleks pałacowy na planie podkowy z korpusem głównym ozdobionym na osi ryzalitem zwieńczonym tympanonem. Do skrzydła głównego przylegały dwa skrzydła boczne z dostawionymi do nich budynkami przykrytymi wysokimi mansardowymi dachami krytymi dachówką. Od strony wjazdu znajdowały się zachowane do dzisiaj dwa parterowe pawilony oraz ozdobna brama. Od przeciwnej strony ukształtowano niewielki ogród. W jednej części pałacu znajdowały się pokoje królewskie, a w drugiej – sale przeznaczone na potrzeby obrad Sejmu. Prace ukończono w 1742 roku.
Pierwszy sejm w salach Nowego Zamku odbył się w 1744 r. Już w drugiej połowie lat 40. XVIII wieku pałac częściowo spłonął, co odnotował inwentarz z 1750 roku. Podczas remontu i rozbudowy na osi fasady pałacowej zbudowano w latach 1750–1752 barokową kaplicę na planie prostokąta, którą zaprojektował Jan Fryderyk Knöbel (była określana jako Kaplica wielka). Kaplica była ozdobiono sztukateriami, obrazem przedstawiającym Mękę Pańską, ustawionymi w niszach figurami św. Piotra i św. Pawła, złoconą amboną. Prace remontowe samego pałacu ukończono w 1751 roku, w związku z tym kolejny sejm odbył się w Zamku Nowym w 1752 roku i rozpoczął się od uroczystego przejścia z Zamku Nowego do kościoła farnego, a po wysłuchaniu kazania posłowie powrócili na sesję. Parter był przeznaczony na uroczystości i obrady sejmowe. Kaplica mniejsza znajdowała się obok Izby Senatorskiej. Z diariusza Wilhelm Schlemüller wiadomo, że w Izbie Poselskiej znajdowały się ławy ustawione w półkole, a na ścianach malowidła. Izba Senatorska miała dwa piętra. W sali oprócz malowideł nad oknami umieszczone były herby województw Rzeczypospolitej. Na centralnym miejscu znajdował się tron królewski, nad którym był baldachim obciągnięty czerwonym jedwabiem. Za lewym skrzydłem pałacu zbudowano trzy budynki: oficyny marszałkowskiej, mennicy i dwupiętrowej kamienicy, w której mieszkał architekt Johann Georg Möser. Antoni Tyzenhauz po otrzymaniu w 1765 r. urzędu starosty grodzieńskiego zajął się odrestaurowaniem zamku i pałacu. Pałac został uszkodzony przez wojsko rosyjskie w 1767 r. Jego remontem zajął się architekt JKM Johann Georg Möser. Kolejne prace remontowe prowadzono w 1774 roku. W latach 1781–1784 wg planów architekta JKM Giuseppe de Sacco przed rozpoczęciem sejmu przeprowadzono kolejne prace remontowe. W 1781 r. Jan Echapp pomalował Izbę Senatorską, trzy pokoje w Kamienicy Mejzerowskiej, 8 płócien przed kaplicą itp. Sejm w 1784 roku odbył się planowo w salach Nowego Zamku.
W salach Nowego Zamku podczas ostatniego sejmu Rzeczypospolitej w 1793 roku, został podpisany traktat II rozbioru Polski z Rosją i Prusami. W roku 1795 król Stanisław August Poniatowski złożył podpis pod aktem abdykacji. Stanisław August Poniatowski mieszkał w pałacu do 1797 roku.
W czasach rozbiorów władze rosyjskie zamieniły Nowy Zamek w szpital i koszary, w znacznym stopniu niszcząc przy okazji jego architekturę. W 1840 roku zniszczona została barokowa Kaplica Wielka. Od 1918 roku w okresie II Rzeczypospolitej w Nowym Zamku mieścił się szpital. W następstwie napaści na Polskę w 1939 roku zamek został przejęty przez ZSRR. Po zerwaniu sojuszu z ZSRR przez III Rzeszę i ataku w czerwcu 1941 roku budynek został zniszczony na skutek bombardowania niemieckiego. Nowy Zamek odbudowano po roku 1952 w stylu socrealistycznym, zmieniając wygląd korpusu głównego i wyburzając pozostało Kaplicy Wielkiej, jednak skrzydła boczne zachowały częściowo wygląd z okresu baroku. W czasach ZSRR w budynku mieścił się komitet obwodowy Komunistycznej Partii Związku Radzieckiego. Od 1993 roku mieści się w nim Grodzieńskie Państwowe Muzeum Historyczno-Archeologiczne.
W 1994 roku, w 200 rocznicę Insurekcji kościuszkowskiej, na zamku umieszczono tablicę ku czci Tadeusza Kościuszki.
W 2013 roku na zamek powrócił barokowy kartusz herbowy, który zdemontowano w 1858 roku i który następnie przechował Stanisław Sołtan w majątku w Brzostowicy Małej.
Pałac

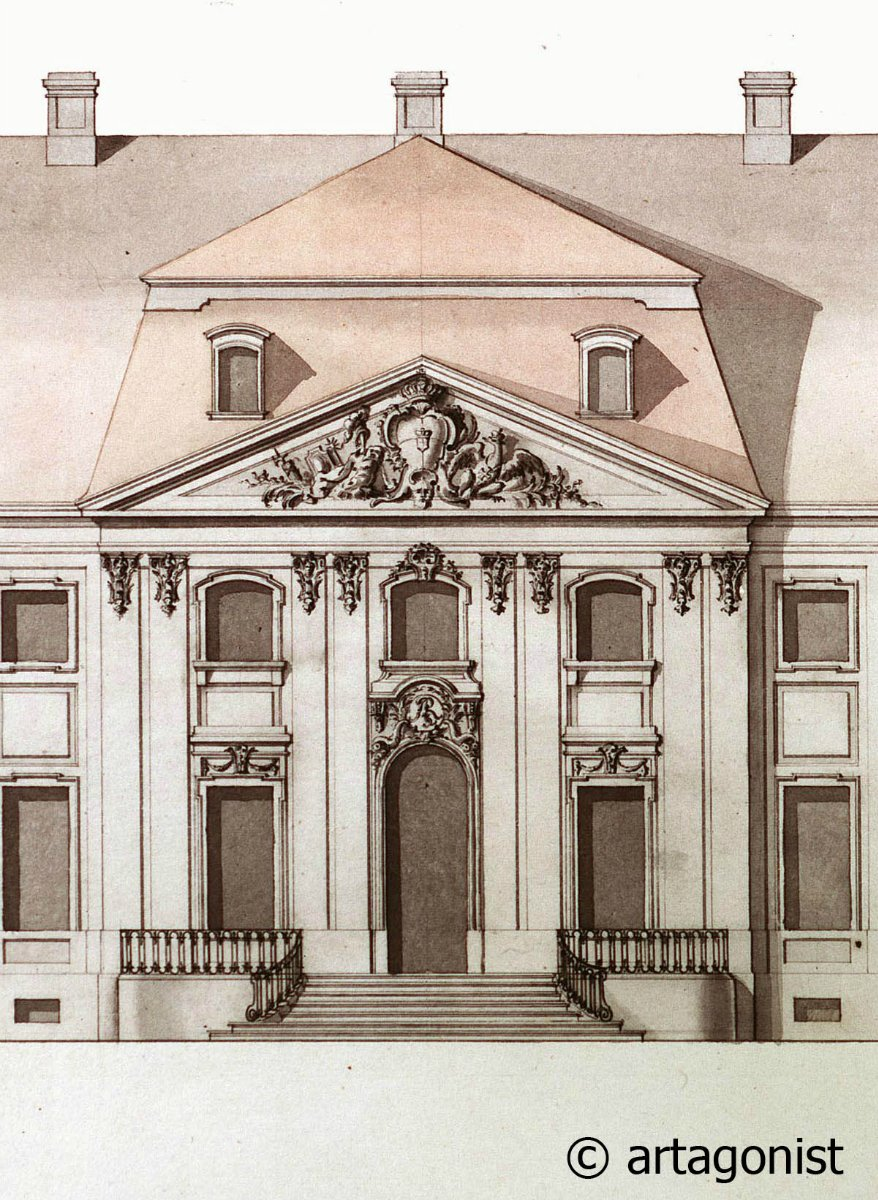
Wejście główne do Nowego Zamku
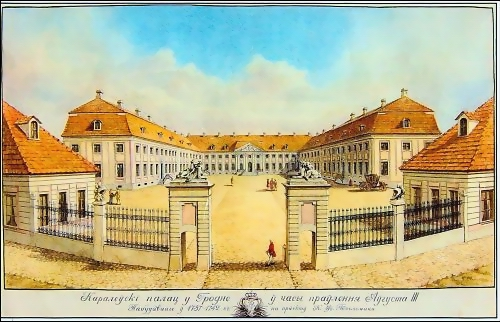
Nowy Zamek od strony dziedzińca
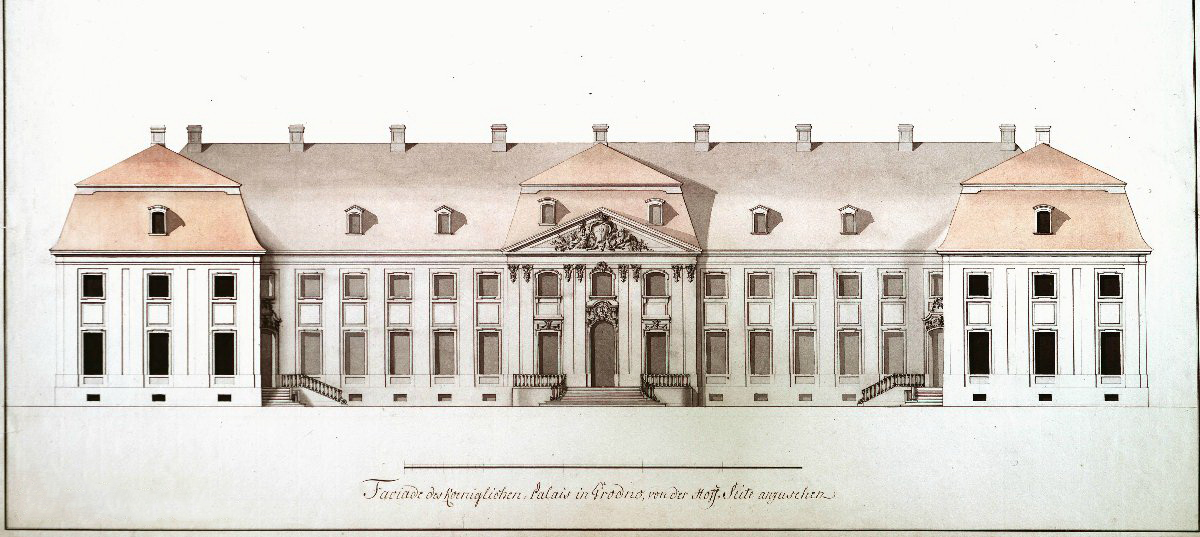
Nowy Zamek w 1738 r. – widok od strony dziedzińca
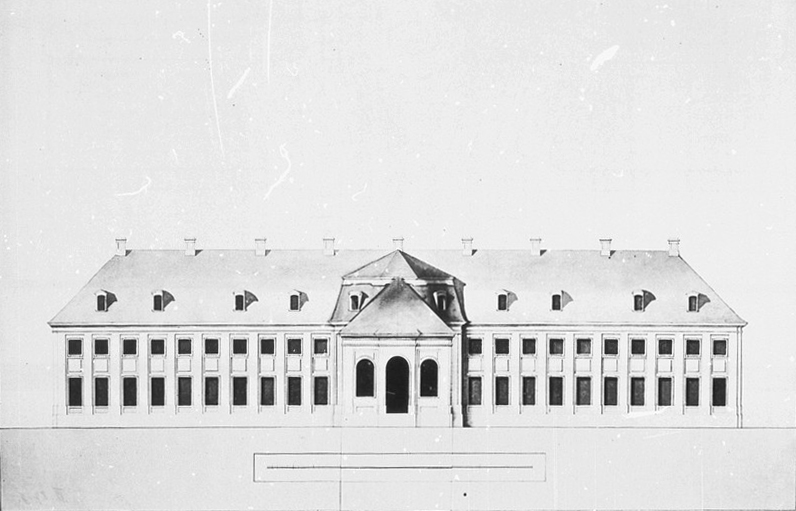
Nowy Zamek od strony ogrodu
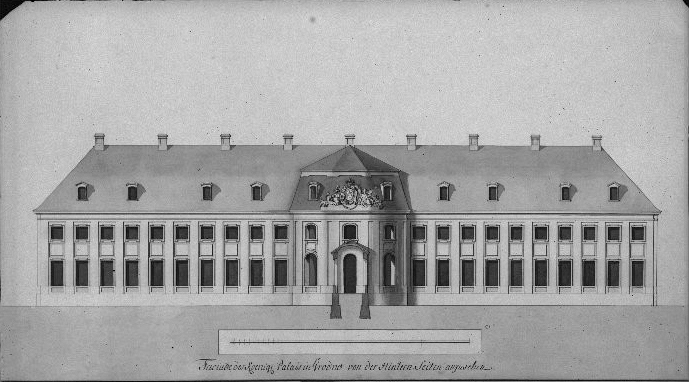
Nowy Zamek od strony ogrodu
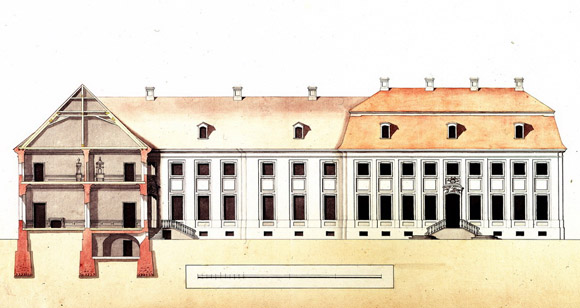
Boczne skrzydło południowe od strony dziedzińca
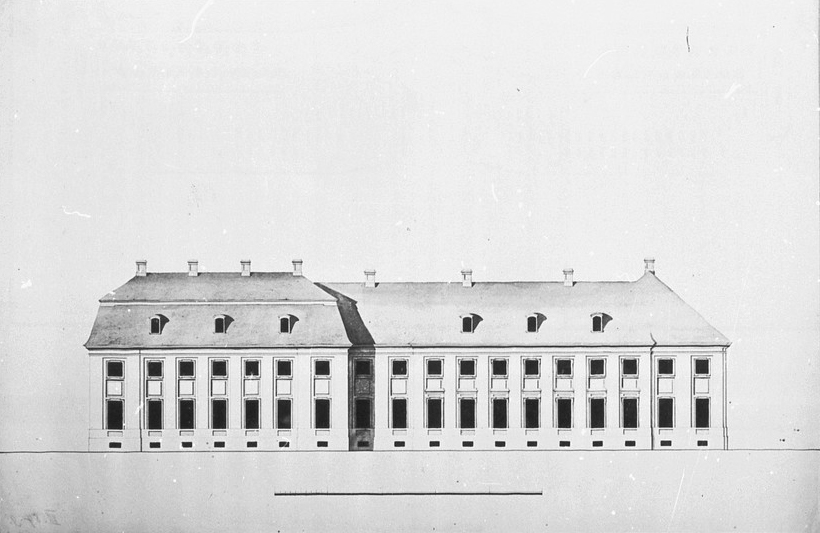
Boczne skrzydło południowe – od strony Niemna
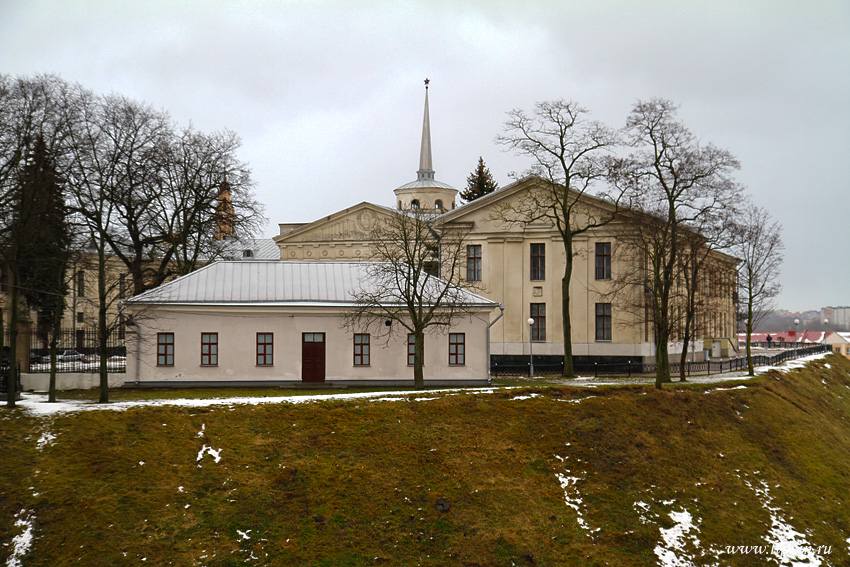
Kordegarda z XVIII wieku
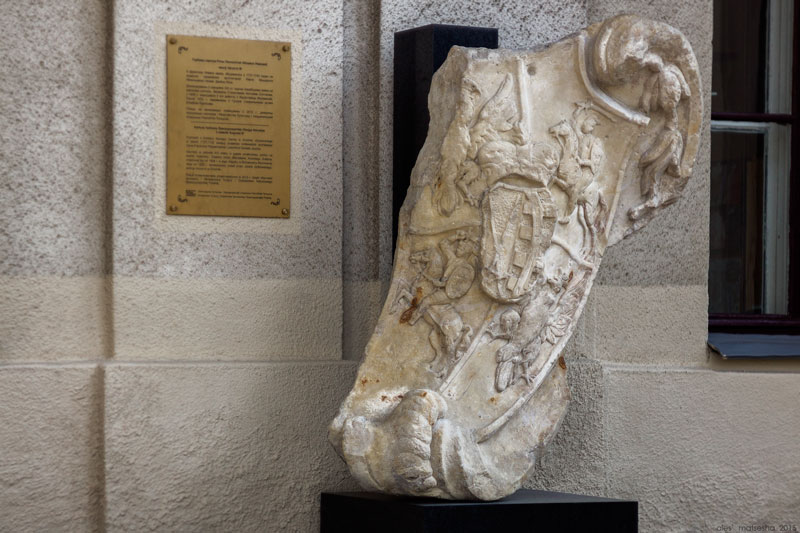
Kartusz herbowy z XVIII w.
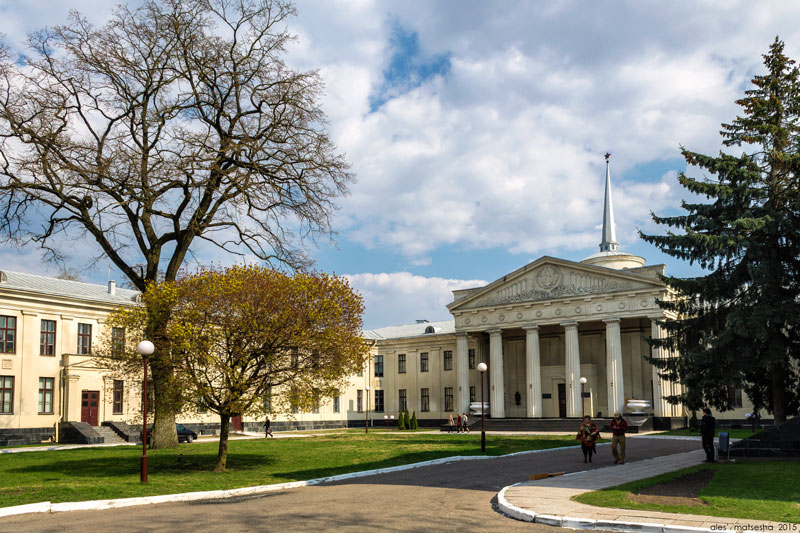
Nowy Zamek po socrealistycznej przebudowie z lat 50.XX w.
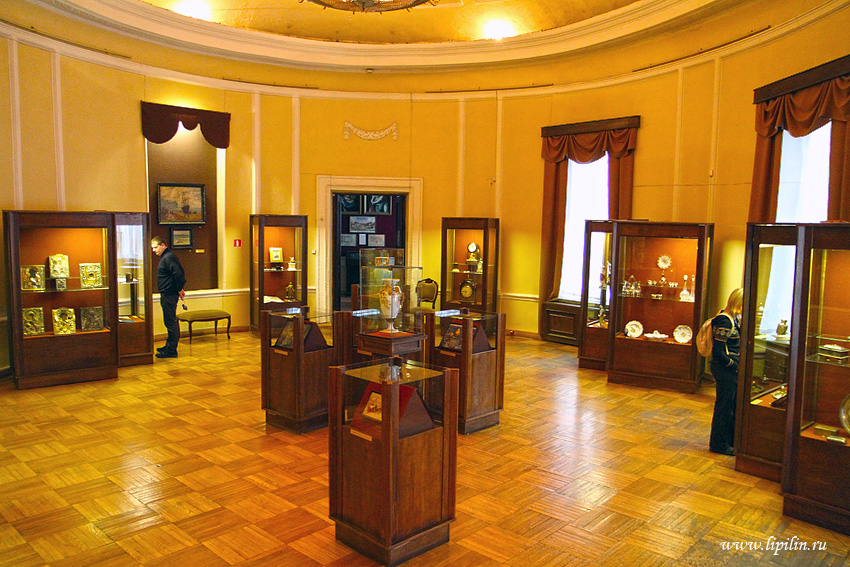
Wnętrze muzealne

Brama

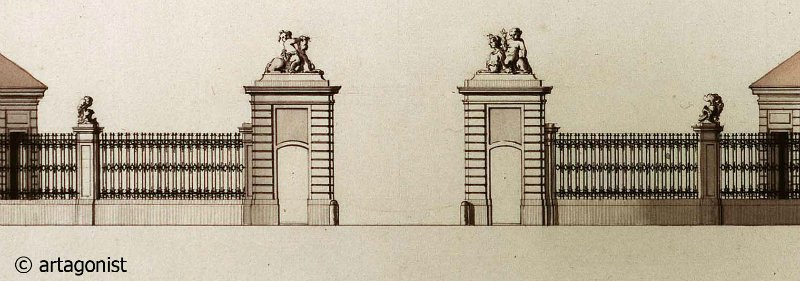
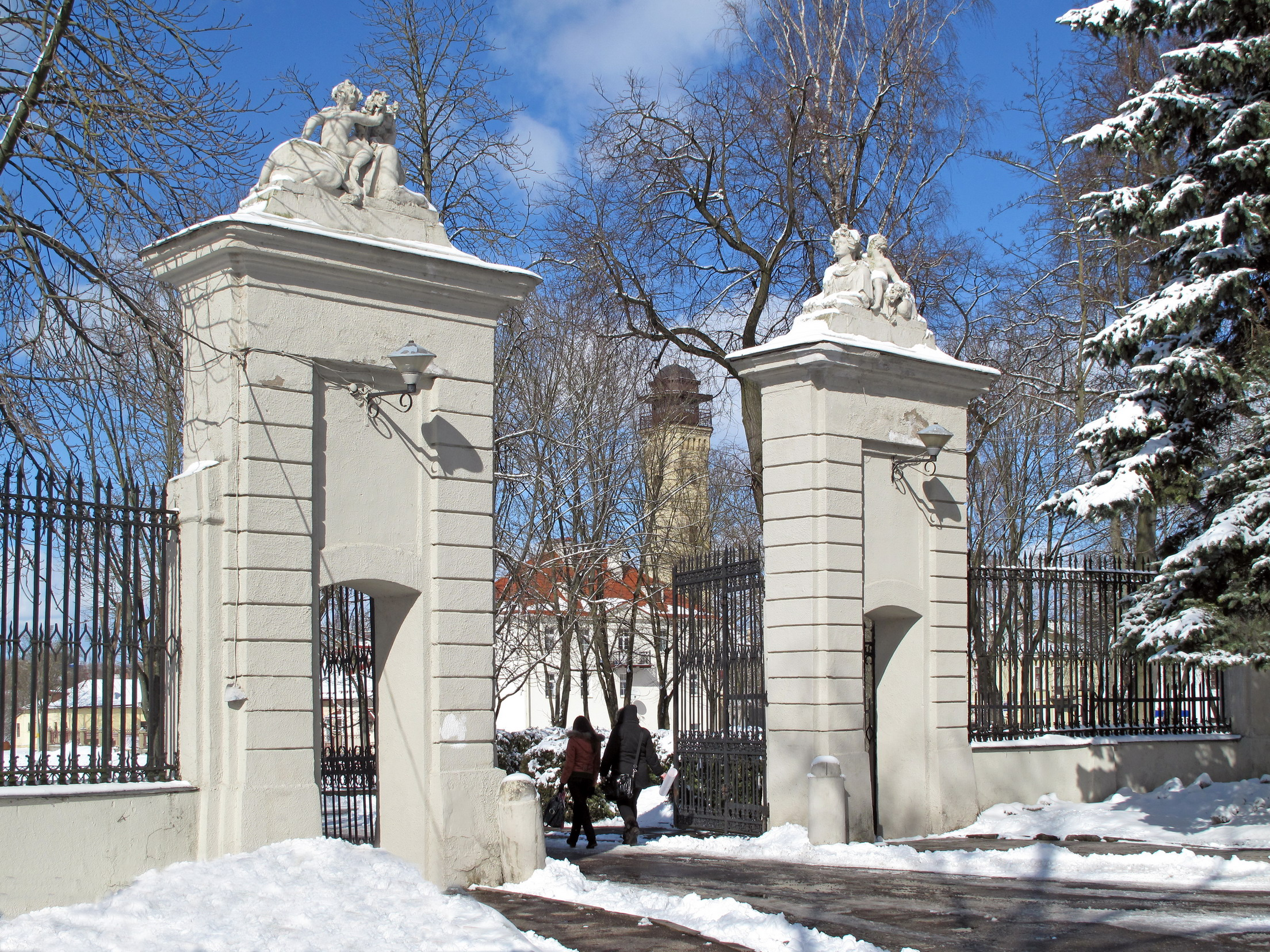
Brama barokowa z XVIII w.

Kaplica Wielka

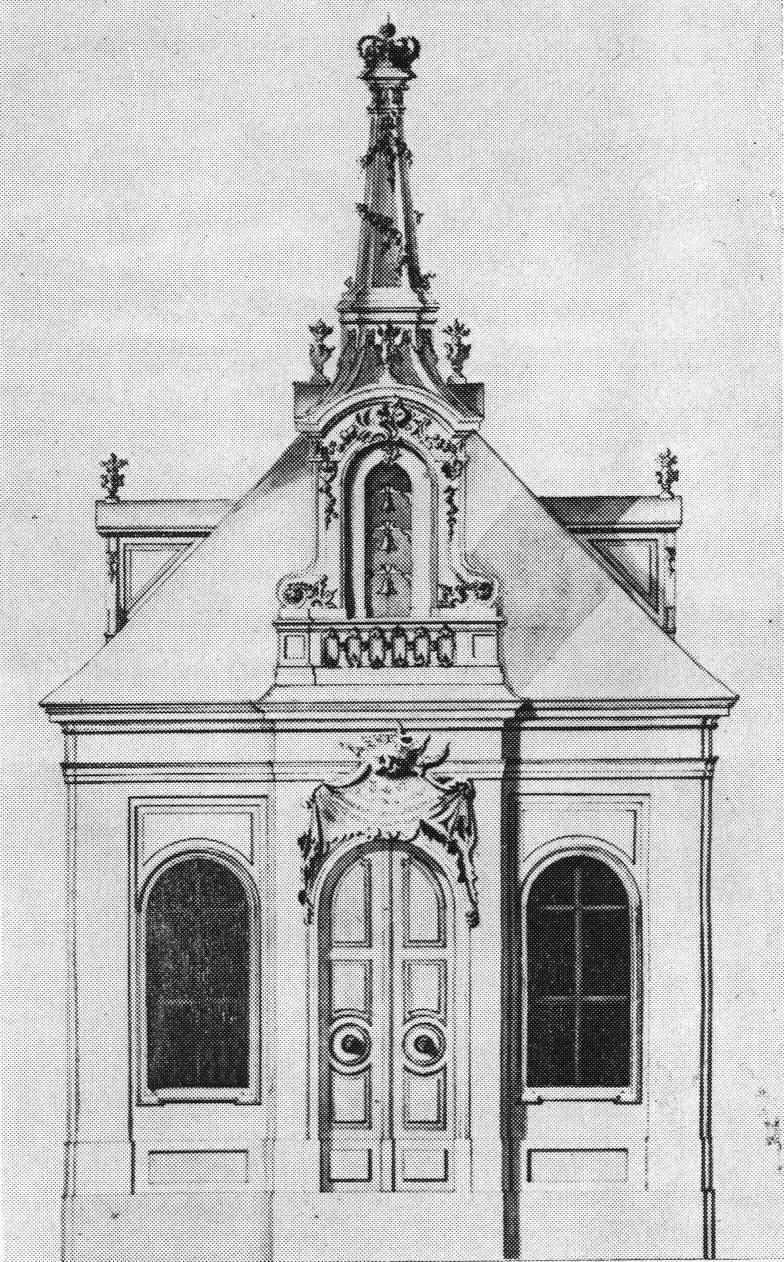
Elewacja Kaplicy Wielkiej przy Nowym Zamku
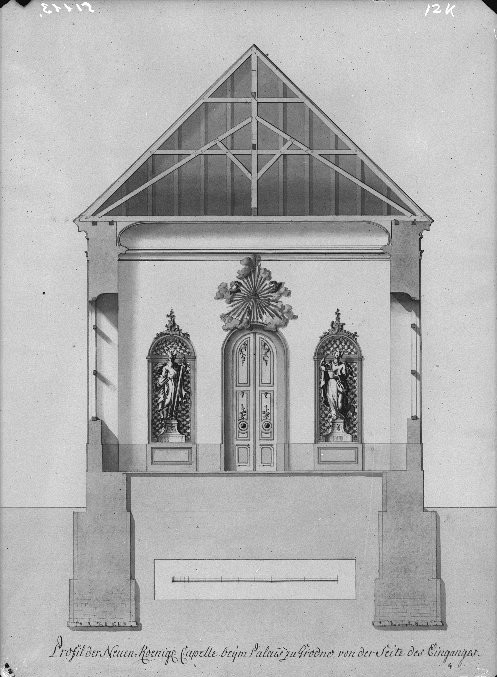
Wnętrze kaplicy od strony wejścia
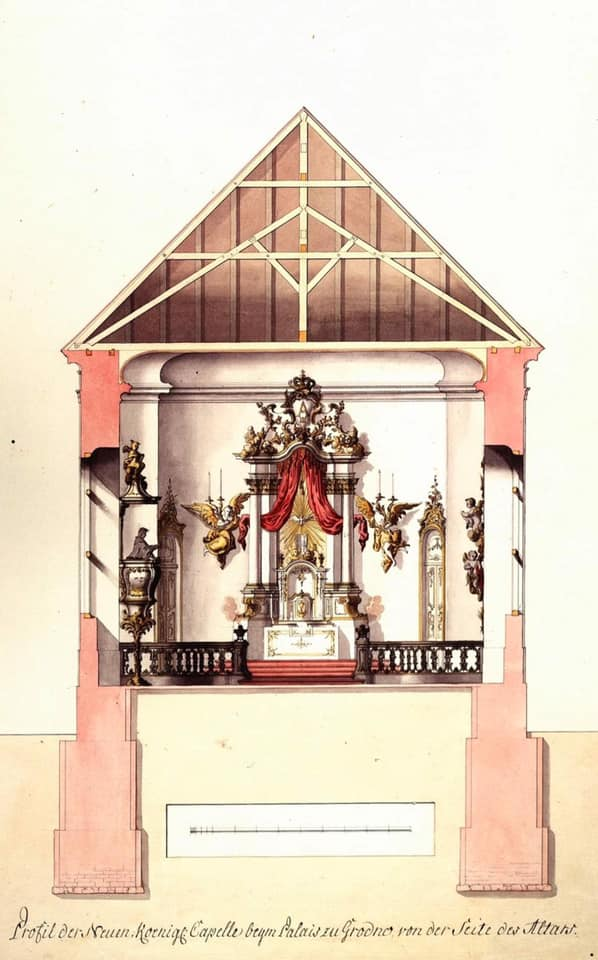
Widok na ołtarz główny
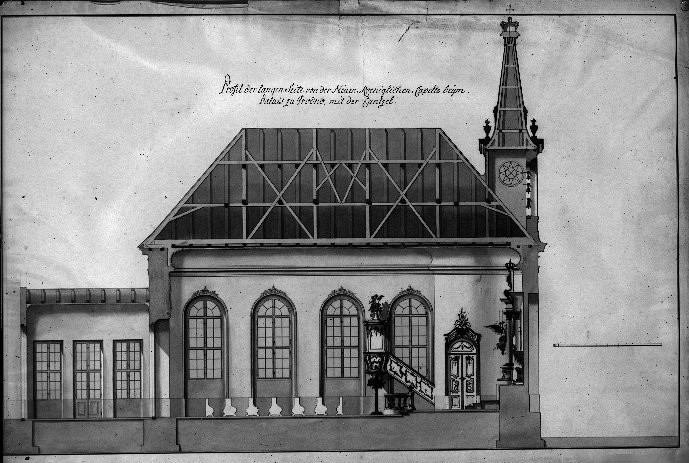
Widok wnętrza z amboną
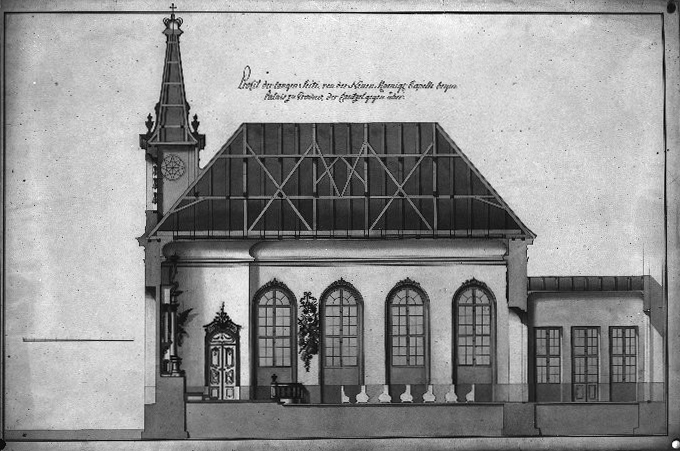
Przekrój
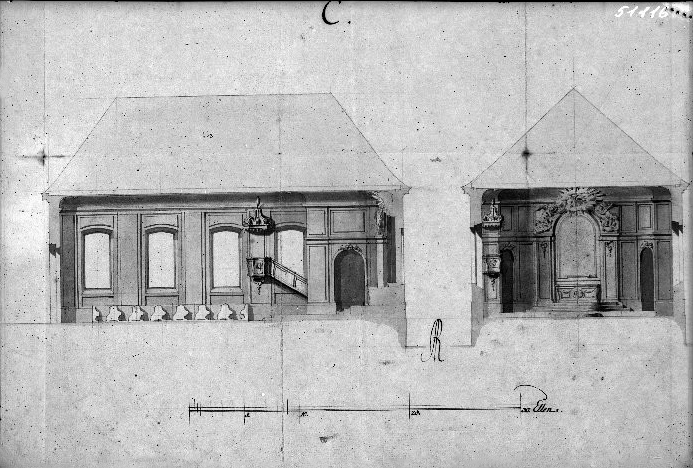
Przekrój kaplicy
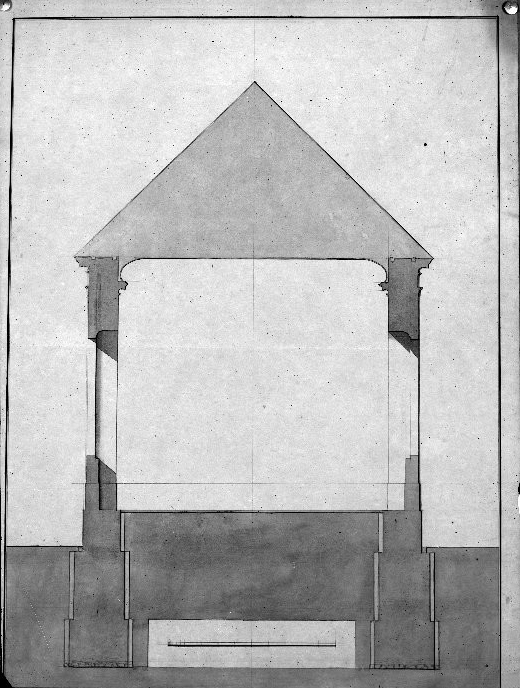